# Sonya Marlaine Nnomo
Sonya Marlaine Nnomo, née le 19 février 1998 au Cameroun, est une handballeuse camerounaise évoluant au poste de demi-centre.

## Biographie
Sonya Marlaine Nnomo naît le 19 février 1998 au Cameroun. Elle poursuit des études de psychologie à l'université de Yaoundé II.

### Carrière en club
Sonya Marlaine Nnomo évolue en club au Dynamique de Bokito et à la Fondation André Nziko (FANZ).

### Carrière en sélection
Sonya Marlaine Nnomo intègre l'équipe du Cameroun en 2018 pour préparer le Championnat d'Afrique des nations féminin de handball 2018 à Brazzaville. Elle dispute le Championnat d'Afrique des nations féminin de handball 2022 à Dakar et le Championnat du monde féminin de handball 2023.

## Palmarès

### En sélection
Championnats d'Afrique
- Médaille d'argent au championnat d'Afrique 2022.